# Cerotachina elegantula
Cerotachina elegantula är en tvåvingeart som beskrevs av Arnaud 1963. Cerotachina elegantula ingår i släktet Cerotachina och familjen parasitflugor. Inga underarter finns listade i Catalogue of Life.